# Nii Ayikwei Parkes
Pour les articles homonymes, voir Parkes.
Œuvres principales
Notre quelque part (2009)
Nii Ayikwei Parkes est un écrivain, principalement anglophone, né le 1er avril 1974 dans le Lincolnshire, au Royaume-Uni, de parents ghanéens et élevé au Ghana. Poète, romancier, chroniqueur, nouvelliste, il pratique le spoken word en public. Il est connu pour son premier roman, Tail of the Blue Bird, publié en 2009, et dont la traduction française par Sika Fakambi, sous le titre Notre quelque part, est parue en 2014 aux éditions Zulma.

## Biographie
Après une enfance au Ghana, Nii Ayikwei Parkes rentre au Royaume-Uni pour faire ses études supérieures à l'université métropolitaine de Manchester. Il s'y fait connaître pour ses prerformances poétiques et s'associe au Black Writer's Group of Commonword. En 2006, il obtient son Masters of Arts en creative writing (écriture créative) du Birkbeck College de l'université de Londres.
Depuis 2006, il enseigne et anime des ateliers de littérature et de poésie dans différents établissements, dont l'université d'État de Californie à Los Angeles, l'université de Southampton ou la Arvon Foundation. Il est l'un des plus jeunes auteurs vivants (aux côtés de Owen Sheers et Choman Hardi) à faire partie du projet Poems on the Underground du réseau de transport londonien avec son poème Tin Roof.
En 2007, le grand prix national ghanéen de poésie (ACRAG) lui est décerné. Il s'associe en tant que membre du comité à la Poetry Book Society et au Caine Prize, prix littéraire qui récompense chaque année les meilleures nouvelles d'auteurs d'Afrique anglophone. 
Publié par Jonathan Cape Publishing en 2009, puis en poche par Flipped Eye Publishing, Tail of the Blue Bird est finaliste du Commonwealth Prize. Paru en 2014, aux éditions Zulma, sous le titre Notre quelque part, ce roman remporte le prix Mahogany. La traduction de Sika Fakambi est distinguée par les prix Baudelaire et prix Laure-Bataillon. L'ouvrage est, en outre, élu meilleur roman étranger dans la sélection Lire 2014. 
Nii Ayikwei Parkes est également le directeur de la maison d'édition Flipped Eye Publishing, fondée en 2001.

## Œuvre

### Poésie
- eyes of a boy, lips of a man (2001)
- M Is for Madrigal (2004)
- Ballast (Los Angeles, Achiote Press, 2008)
- Ballast (2009)
- The Makings of You (Leeds, Peepal Tree Press, 2010)
- This is Not a Love Poem (2011)

### Roman
- Tail of the Blue Bird, (roman) Random House, 2009 Publié en français sous le titre Notre quelque part, traduit par Sika Fakambi, Paris, Éditions Zulma, 2013  (ISBN 978-2-84304-675-9) ; réédition, Paris, Zulma, coll. « Z/a », 2016  (ISBN 978-2-84304-770-1)

### Recueils de nouvelles
- Tell Tales (2004), en collaboration avec Courttia Newland
- Dance the Guns to Silence (2005), en collaboration avec Kadija Sesay
- South of South (2011)

### Littérature d'enfance et de jeunesse
- The Parade (Londres, Frances Lincoln, 2010), publié sous le pseudonyme de K.P. Kojo